# Svend Ranulf
Svend Ranulf (* 26. März 1894 in Odense; † 16. März 1953 in Aarhus) war ein dänischer Philosoph und Soziologe. Er war von 1939 bis zu seinem Tode Professor für Philosophie an der Universität Aarhus, wo er im sogenannten „dänischen Positivismusstreit“ in Konflikt zu Theodor Geiger geriet, der ebenfalls in Aarhus lehrte.

## Werdegang
Ranulf absolvierte bis 1916 in Odense eine Lehrerausbildung und wandte sich danach der Philosophie zu. 1922 legte er das Magister-Examen ab, 1924 wurde er promoviert. Bei Studienaufenthalten in Leipzig und Paris entstand sein, nie mehr schwindendes Interesse an der Soziologie, wobei er sich als Schüler von Émile Durkheim verstand. 1938 bewarb er sich erfolglos um die erste dänische Professur für Soziologie in Aarhus, die dann Theodor Geiger erhielt. Zu Geiger stand Ranulf seit dessen Emigration 1933 in einem gespannten Konkurrenzverhältnis und beargwöhnte eifersüchtig, wie Geiger erst in Kopenhagen, dann in Aarhus, Anerkennung in der noch schwach strukturierten dänischen Sozialwissenschaft gewann. Die Berufung des fachwissenschaftlich vielfach besser qualifizierten Geiger auf den neugeschaffenen Lehrstuhl verwand Ranulf nicht – selbst als er 1939 auf eine Professur für Philosophie in Aarhus berufen wurde. Nach der Rückkehr Geigers aus Schweden (er hatte Dänemark während der deutschen Besetzung des Landes verlassen müssen) verwickelte Ranulf ihn in den sogenannten „dänischen Positivismusstreit“ Dabei offenbarte er erhebliche fachwissenschaftliche Wissenslücken, die seinem Ansehen abträglich waren. Auch sein zweiter Versuch, Soziologieprofessor zu werden, scheiterte 1949 an der Universität Kopenhagen.

## „Dänischer Positivismusstreit“
In seinem 1946 erschienenen Methodenbuch (Socialvidenskabelig metodelære) kritisierte Ranulf die Verschwommenheit und Unüberprüfbarkeit der geisteswissenschaftlich orientierten deutschen Soziologie. Konkret richtete sich Ranulf gegen das Methodenverständnis in Geigers dänischsprachigem Überblickswerk Sociologi. Grundrids og Hovedproblemer aus dem Jahr 1939. Auch frühere Arbeiten von Geiger, insbesondere dessen Beitrag in Vierkandts Handwörterbuch der Soziologie von 1931, galten ihm als Inbegriff problematischer Methodik. Er befand, dass die verstehende Soziologie der Weimarer Republik, insbesondere Geigers Schriften, zu ungenau sei und forderte empirische Exaktheit ein. Zudem machte Ranulf Geiger den Vorwurf, er habe mit seiner Soziologie – wenn auch unabsichtlich – dem nationalsozialistischen Denken Tür und Tor geöffnet. Schon 1939 hatte Ranulf auch Ferdinand Tönnies zu den „wissenschaftlichen Vorläufern“ des Faschismus gezählt.
Geiger, der 1933 wegen „nationaler Unzuverlässigkeit“ seine Braunschweiger Professur verloren hatte, verstand die Anwürfe als böswillige Unterstellung und eklatante Verdrehung
seines Wissenschaftsverständnisses und als Rufschädigung in der Zeit unmittelbar nach Ende des Zweiten Weltkrieges, in der die Schikanen und Gräueltaten der Nazi-Barbarei im besetzten Dänemark noch in lebendiger Erinnerung waren. Er reagierte mit der in wenigen Tagen verfassten Streitschrift „Ranulf contra Geiger. Ein Angriff und eine offensive Verteidigung“. Darin stellte er fest, dass Ranulf sich eines überkommenen Methodenverständnisses bediente, das nicht auf Durkheim direkt zurückgehe, sondern auf die vereinfachte Version dessen Schülers François Simiand, der die Forschungsmethoden der Naturwissenschaften bruchlos auf die Sozialwissenschaften übertragen wollte. Dass er sich damit in einen Gegensatz zu Max Weber begab, den er bewunderte, thematisierte Ranulf nicht. In seiner Entgegnung tadelte Geiger Ranulfs unscharfe Begrifflichkeit und theoretische Konzeption, in der der Stellenwert der Forschungsmethodik weit überschätzt werde. Geiger wies darauf hin, dass kein noch so ausgeklügelter methodischer Zugriff das eigene Nachdenken über den Problemzusammenhang ersetzen könne.
Nach Lektüre der Geiger-Streitschrift erkannte Ranulf in einem Brief, dass „wir tatsächlich weniger uneinig sind, als ich geglaubt hatte“, setzte seine Angriffe aber dennoch fort. Der Konflikt endete erst mit Geigers Tod 1952.
Die von Ranulf behauptete Affinität zwischen Phänomenologie und Nationalsozialismus hielt René König rückblickend nach dem Tode der beiden Kontrahenten für nicht abwegig und nannte Ranulf einen „äußerst originellen dänischen Soziologen“ und einen „sehr scharfsinnigen methodologischen Denker“.

## Schriften (Auswahl)
- Der eleatische Satz vom Widerspruch. Gyldendalske Bogh, Kopenhagen 1924.
- Moral indignation and middle class psychology: a sociological study. Kopenhagen 1938.
- Hitlers Kampf gegen die Objektivität. Universitetsforlaget, Aarhus 1946.
- On the survival Chances of democracy. Munksgaard, Kopenhagen 1948.
- Socialvidenskabelig metodelære. Munksgaard, Kopenhagen 1946.
- Methods of Sociology. Munksgaard, Kopenhagen 1955.